# Kasia i Tomek
Kasia i Tomek – polski serial telewizyjny, emitowany premierowo przez TVN od 3 września 2002 do 27 czerwca 2004. Adaptacja francuskiego serialu Un gars, une fille według scenariusza Guya A. Lepage’a. Serial opowiada historię Kasi i Tomka, pary żyjącej w konkubinacie.
W grudniu 2023 roku podano informacje, że serial wraca na antenę z nową obsadą.

## Fabuła
Kasia i Tomek są w nieformalnym związku od siedmiu lat i nie zdecydowali się na małżeństwo. Choć różnią się temperamentem i podejściem do życia, to są mocno w sobie zakochani. Wspólnie uczęszczają na terapię u psychologa Alberta, z którym rozmawiają o swojej relacji. Przyjaźnią się z Jackiem i Anią. Są bezdzietni, ale często rozmawiają o posiadaniu dziecka. Pochodzą z klasy średniej. Chętnie korzystają z uroków życia we dwoje – podróżują po kraju i Europie, uczestniczą w kursach tańca i winiarstwa, robią zakupy w centrach handlowych i jadają w restauracjach.
W 100. odcinku Kasia i Tomek biorą ślub, ale nie jest jasne, czy panna młoda wypowiedziała „tak”, bo odcinek kończy się w momencie, w którym powinna to powiedzieć, ale zaczyna się śmiać i kręci przecząco głową.

## Obsada
- Joanna Brodzik – Kasia
- Paweł Wilczak – Tomek
- Elżbieta Gaertner – Jadwiga Petronela, mama Kasi
- Paweł Galia/Edward Linde-Lubaszenko – Tomasz, ojciec Tomka
- Małgorzata Socha – Diana, nowa partnerka ojca Tomka
- Edyta Łukaszewska i Dariusz Toczek – Ania i Jacek, przyjaciele Kasi
- Jurek Bogajewicz – Albert, psycholog Kasi i Tomka
- Bartłomiej Świderski – Irek, były chłopak Kasi
- Edyta Olszówka – Eliza, przyrodnia siostra Tomka
- Joanna Liszowska – Ewa, asystentka w pracy Tomka
- Cezary Żak – Marcin, przyjaciel Tomka ze szkoły
- Kazimiera Utrata – babcia Tomka
- Jacek Kałucki – ksiądz (głos)

## Bohaterowie
- Kasia (Joanna Brodzik) – atrakcyjna, energiczna, otwarta i bezpośrednia trzydziestolatka[2]. Jest wrażliwa i uczuciowa, choć bywa chimeryczna i kapryśna; poza tym często ulega emocjom[2]. Jest chorobliwie zazdrosna o Tomka[2].
- Tomek (Paweł Wilczak) – zrównoważony i opanowany 35-latek, który pracuje na kierowniczym stanowisku w prywatnej firmie[2]. Interesuje się samochodami, komputerami i sportem[2]. Początkowo nie chce mieć dzieci, ale zmienia zdanie po śmierci ukochanej babci[2]. Z wzajemnością nienawidzi swojej przyszłej teściowej[2]. Po drugim ślubie ojca ma dużo młodszą macochę i młodszego brata przyrodniego[2].

## Spis serii
| Seria | Sezon       | Odcinki     | Premiera serii  | Finał serii      | Pora emisji                     | Źródło |
| ----- | ----------- | ----------- | --------------- | ---------------- | ------------------------------- | ------ |
| 1.    | jesień 2002 | 1–32 (32)   | 3 września 2002 | 12 grudnia 2002  | wtorek i czwartek, godz. 20:00  | [ 7 ]  |
| 2.    | wiosna 2003 | 33–66 (34)  | 2 marca 2003    | 28 czerwca 2003  | sobota i niedziela, godz. 20:00 |        |
| 3.    | 2003/2004   | 67–100 (34) | 7 września 2003 | 11 stycznia 2004 | niedziela, godz. 20:00          |        |
| 4.    | wiosna 2004 | 67–100 (34) | 21 marca 2004   | 27 czerwca 2004  | niedziela, godz. 20:00          |        |

## Produkcja
Serial nagrywany był w mieszkaniu przy ul. Generała Zajączka w Warszawie.
Serial charakteryzował się specyficznie ograniczonym polem widzenia kamery, skoncentrowanej wyłącznie na głównych bohaterach i w nienaturalny dla techniki filmowej sposób ukazywano drugoplanowe i epizodyczne postacie, pozostawiając je poza ramą obrazu. Serial był kręcony statyczną kamerą, która stosowała montaż wewnątrzkadrowy. Każdy z odcinków był podzielony na trzy niezależne od siebie sekwencje wydarzeń, które składały się z krótkich, dynamicznych scenek z udziałem bohaterów oraz były urozmaicone efektami graficznymi (drobnymi animacjami) i dźwiękowymi. Po zakończeniu drugiej sekwencji serialu prezentowano blok reklamowy, a ostatnia scena produkcji była przerywana napisami końcowymi.

## Odbiór
Serial cieszył się największą popularnością w grupie średnio i dobrze zarabiających mieszkańców dużych miast, głównie wśród kobiet w wieku 25–29 lat. Pierwszy sezon serialu oglądało ok. 2,4 mln widzów, co zapewniło stacji TVN udział w paśmie na poziomie 14,7% oraz 27 mln złotych zysków z emisji reklam. Druga seria osiągnęła oglądalność w wysokości ok. 2 mln widzów, co dało stacji 13,7% udziału w rynku oraz zapewniła stacji zysk z reklam w wysokości 17,8 mln zł. Ostatni sezon oglądało średnio 2,3 mln widzów, co dało stacji 14,2% udziału.
Serial został wydany na trzech płytach DVD z wybranymi odcinkami. W okresie emisji były także w sprzedaży produkty pochodne – kubki i książki.
W 2003 produkcja została dwukrotnie okrzyknięta najlepszym serialem komediowym w plebiscycie Telekamery: w 2003 i 2004. W 2003 została uznana także za najdowcipniejszy serial telewizyjny na Festiwalu Dobrego Humoru w Gdańsku, na którym twórcy odebrali statuetkę Melonika za „udane przeniesienie zagranicznego formatu w polskie realia”. Została również zgłoszony do International Emmy Awards. W 2004 uzyskała Świra dla najbardziej zwariowanego serialu oraz była nominowana do TeleEkranów 2004 dla polskiego serialu komediowego.